# ローレンス・デ・ボック
ローレンス・デ・ボック（Laurens De Bock、1992年11月7日 - ）は、ベルギー・デンデルモンデ出身のプロサッカー選手。アトロミトスFC所属。ポジションはDF。

## 経歴

### クラブ
スポルティング・ロケレンの下部組織で育成され、ジョルジュ・レーケンス監督によって僅か16歳にしてトップチームに昇格した。2009-10シーズンのプレーオフ初戦でトップチームデビュー。2011–12シーズンにはベルギー・カップを制覇した。
2013年1月5日、350万ユーロでクラブ・ブルッヘに移籍。
2018年1月11日、リーズ・ユナイテッドAFCに移籍。8月21日、KVオーステンデにレンタル移籍。
2019年9月、サンダーランドAFCへレンタル移籍。
2020年1月13日、ADOデン・ハーグへシーズン終了までレンタル移籍。
2020年7月、SVズルテ・ワレヘムへレンタル移籍。2022年5月20日に完全移籍となった。
2022年7月30日、アトロミトスFCに2年契約で移籍。

### 代表
ユース年代からベルギー代表に選ばれている。A代表は何度か招集されている が、出場歴は無い。

## 所属クラブ
- スポルティング・ロケレン 2009-2013
- クラブ・ブルッヘ 2013-2018
- リーズ・ユナイテッドAFC 2018-2022

→ KVオーステンデ 2018-2019 (loan)
→ サンダーランドAFC 2019-2020 (loan)
→ ADOデン・ハーグ 2020 (loan)
→ SVズルテ・ワレヘム 2020-2022 (loan)
- SVズルテ・ワレヘム 2022
- アトロミトスFC 2022-

## タイトル
ロケレン
- ベルギー・カップ: 2011-12

クラブ・ブルッヘ
- ジュピラー・プロ・リーグ: 2015-16
- ベルギー・カップ: 2014-15
- ベルギー・スーパーカップ: 2016